# Donja Zdenčina
Donja Zdenčina is een plaats in de gemeente Klinča Sela in de Kroatische provincie Zagreb. De plaats telt 966 inwoners (2001).